# Castello Doria (Dolceacqua)
Il castello Doria è un'antica fortificazione in rovina situato nel comune di Dolceacqua, in via Castello, in provincia di Imperia.
Il maniero è inserito nel borgo storico del paese, sovrastante l'abitato e posto in posizione dominante.

## Storia

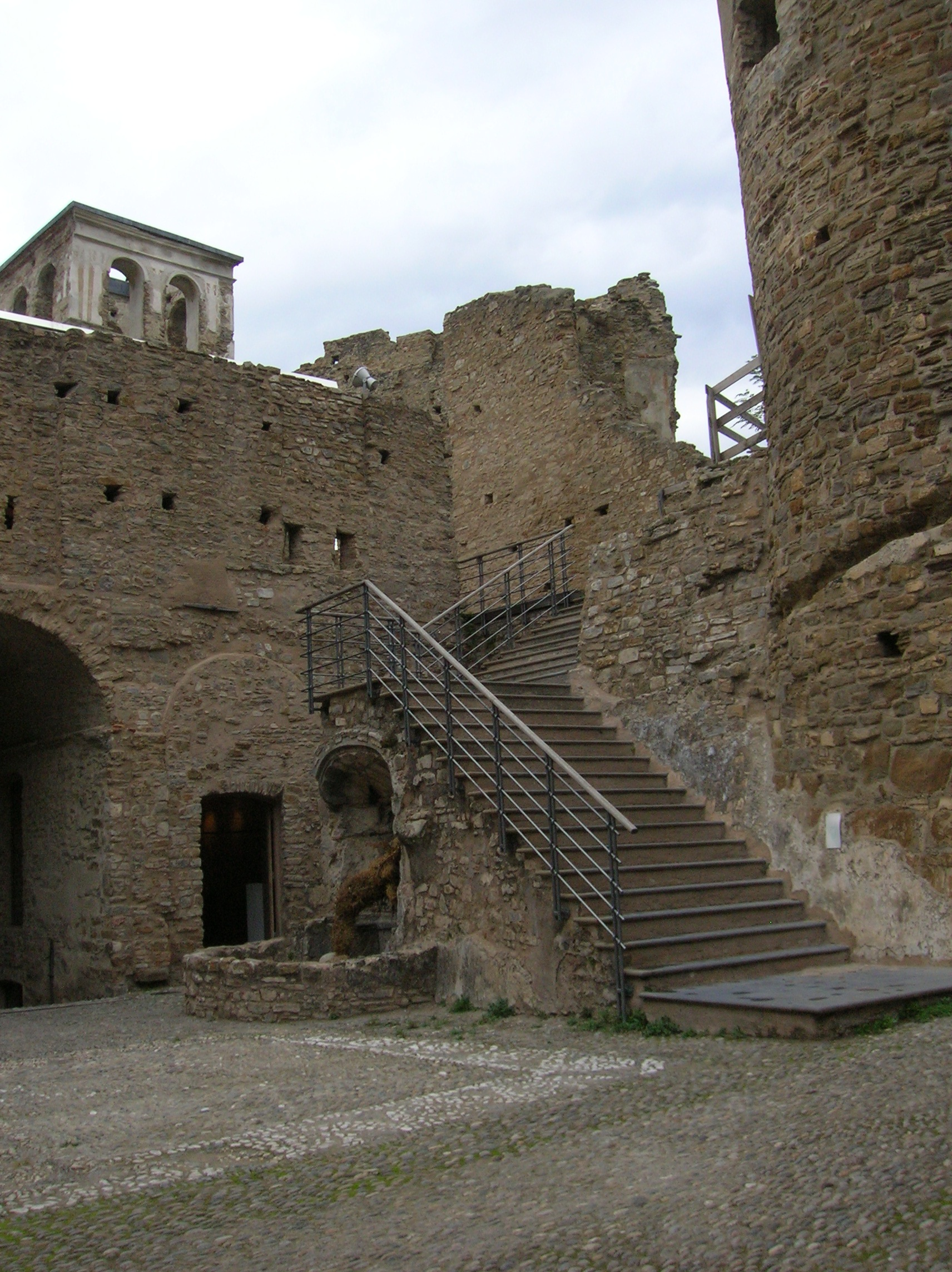
Particolare dell'interno

La prima citazione del castello e del borgo di Dolceacqua, chiamata all'epoca Dulzana, risale al 1177 in un antico documento nel quale si attesta la proprietà dei conti di Ventimiglia.
Fu nel 1270, quasi cent'anni dopo, che il feudo e il suo maniero verranno acquistati da Oberto Doria - quest'ultimo fondatore della celebre dinastia doriesca che dominerà Genova e la sua Repubblica - il quale ampliò i suoi territori nella val Nervia fino ai borghi di Apricale, Perinaldo e Isolabona.
Il castello nel XIV secolo fu al centro di aspre lotte tra le fazioni dei guelfi e ghibellini e la famiglia Doria, esponente ghibellina, dovette pertanto subire due gravosi assedi nel 1319 e nel 1329; gli assedi furono ordinati dal re Roberto d'Angiò, conte di Provenza e di parte guelfa, che riuscì nel suo intento di conquista costringendo i Doria a sottomettersi al suo volere. I signori della famiglia divennero pertanto vassalli di quest'ultimo e in seguito della Repubblica di Genova.
Nel 1526 un esponente della famiglia - Bartolomeo Doria - cedette al duca Carlo II di Savoia i propri diritti feudali su Dolceacqua diventandone di fatto vassallo del Ducato di Savoia. I Savoia, grazie anche alla consolidata alleanza tra la famiglia ligure e il casato reale, assicurarono la propria protezione, anche a seguito di nuovi accordi tra Stefano Doria ed Emanuele Filiberto I di Savoia.
Agli inizi del XVII secolo i rapporti tra le due famiglie iniziarono ad incrinarsi, specie dopo il 1625 quando i Doria si schierarono con la repubblica genovese nella guerra contro il ducato sabaudo.
Durante la guerra di successione del 1744 il castello fu nuovamente teatro di scontri e furiose battaglie a causa della sua posizione strategica ritenuta importante per il possibile ostacolo che avrebbe potuto creare all'esercito francese e spagnolo. I due eserciti, alleati, riuscirono dopo violente lotte a conquistare la fortezza il 27 luglio del 1745.
Nel 1942 il castello divenne proprietà del Comune di Dolceacqua.

## Struttura

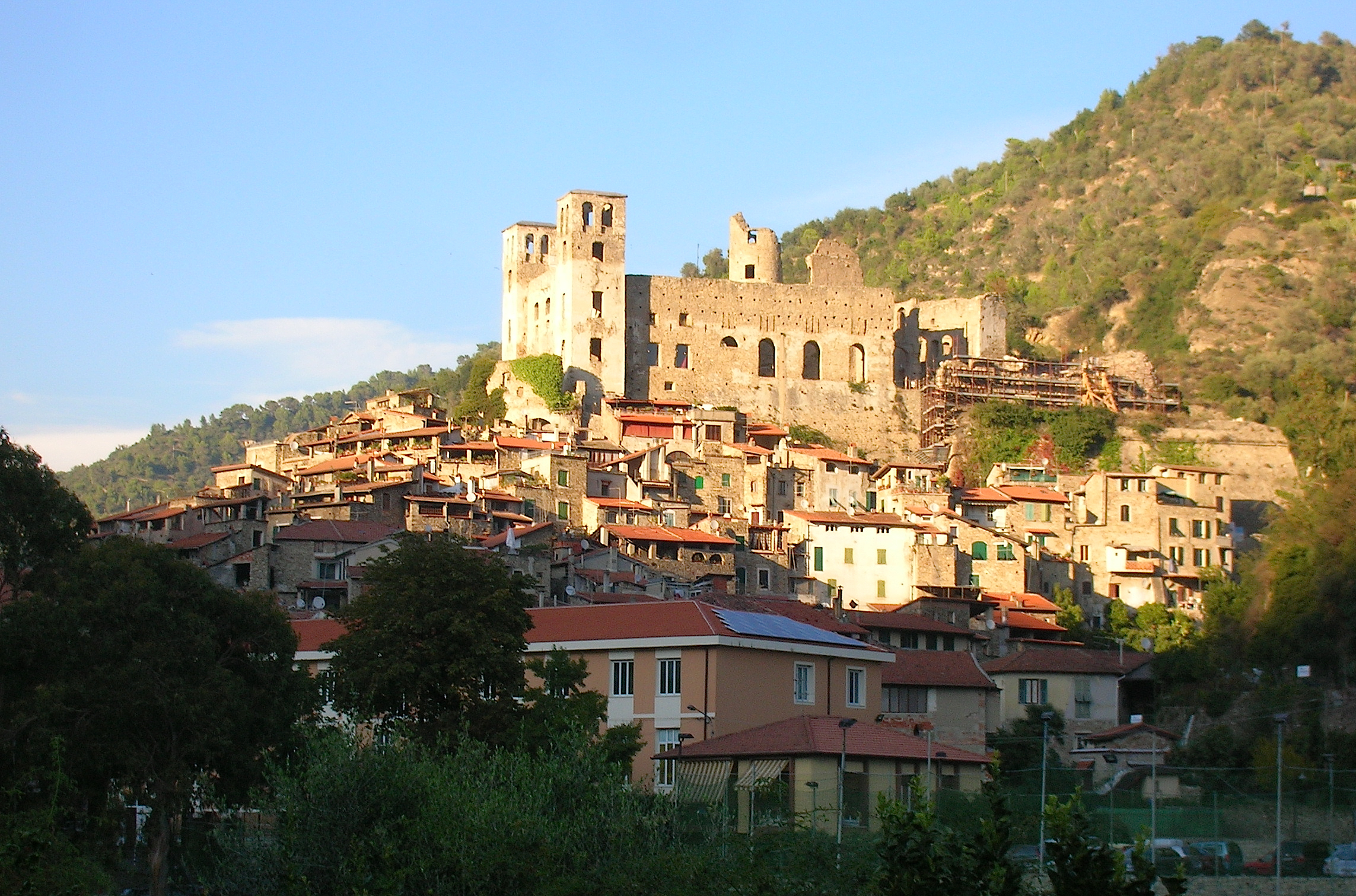
Il castello doriesco e il sottostante borgo

Originariamente la struttura fu composta nel XII secolo da una torre circolare - tuttora esistente al centro del complesso - e da un edificio minore dove risiedeva l'ufficio di guardia.
Il castello fu ampliato nel XVI secolo dall'allora signore locale Stefano Doria, al quale aggiunse alla precedente struttura un bastione speronato nel settore orientale e le due torri quadrate identiche.
Oggi la struttura appare come divisa in due blocchi, la parte anteriore era destinata infatti al controllo e alla sicurezza del borgo nonché locali di servizio, prigioni e magazzini; la parte retrostante, collegata con il corpo anteriore tramite un ampio cortile, era invece il luogo ove erano ubicati gli ambienti di rappresentanza e di accoglienza degli ospiti e dove risiedevano i signori locali.
Il castello poggia sul flysch di Ventimiglia la cui parete esposta mostra potenti strati arenacei intercalati a torbiditi: in tali strutture è particolarmente evidente la sequenza di Bouma (Ta-d Ta-c).